# Phare de Cala Figuera
Le Phare de Cala Figuera est un phare situé à l'extrémité ouest de la Baie de Palma, proche d'El Toro, commune de Calvià, au sud-ouest de l'île de Majorque, dans l'archipel des Îles Baléares (Espagne).
Il est géré par l'autorité portuaire des îles Baléares (Autoridad Portuaria de Baleares) au port d'Alcúdia.

## Histoire
Il a été mis en service en 1860 avec un appareil optique de 5e ordre à lumière blanche fixe. En 1919 un système rotatif a été installé pour produire un feu à occultations de deux flashs toutes les dix secondes, avec une lampe alimentée par un générateur au gaz d'acétylène. En 1950 le système à acétylène, défectueux, a été remplacé par une lampe Maris ou Aladino (toutes deux utilisés en alternance).
En 1962, d'importants travaux ont été effectués : élévation de la tour de dix mètres, remplacement de la vieille lanterne et électrification du phare. Ce dernier dispose alors d'une lampe de 1500 watts insérée dans un système optique de 4e ordre, produisant quatre flashs blancs toutes les vingt secondes. La tour blanche a été peinte avec une bande noire hélicoïdale.
En septembre 1970 un radiophare a été installé, pour être ensuite remplacé par un système de positionnement global différentiel (DGPS).
Identifiant : ARLHS : BAL-018 ; ES-35090 - Amirauté : E0330 - NGA : 5008 .
|              |
| Cala Figuera |